# Idiochromasie
Mit Idiochromasie (vom Griechischen idios: eigen und chroma: Farbe) wird die Eigenfarbigkeit eines Stoffes bezeichnet. Ein idiochromatischer Stoff ist selbst die farbgebende Substanz. Die Farbigkeit beruht also nicht auf physikalischen Effekten aufgrund des Gefüges oder zugemischten Farbstoffen oder Pigmenten.
Idiochromatische Stoffe zeigen meist auch in der Strichfarbe eine ähnliche Farbe, wenn auch aufgehellt durch den vom Materialabtrag rauheren Oberfläche. 
Aufgrund der starken Farbkraft auch in Pulverform sind die meisten Farbpigmente idiochromatische Stoffe. Viele idiochromatische Minerale werden in Farbmitteln verwendet.
Idiochromatische Stoffe sind beispielsweise gelber Schwefel oder Auripigment, blauer Azurit oder grüner Malachit. In den meisten idiochromatischen Stoffen ist ein Element der Übergangsmetalle das farbgebende Element im Chromophor. Häufig finden sich Vanadium, Chrom, Mangan, Eisen, Cobalt, Nickel oder Kupfer. Je nach Oxidationsstufe und Komplexbildung können diese Elemente sehr verschiedene Farben zeigen.
Im Unterschied dazu ist beispielsweise Korund allochromatisch im reinen Zustand farblos. Durch Verunreinigungen mit Eisen wird er zum blauen Saphir, durch Chrom zu rotem Rubin. Allochromatische Stoffe zeigen meist eine weiße Strichfarbe.
Eine dritte Gruppe bilden die pseudochromatischen Stoffe, die ihre Farbe optischen Effekten, insbesondere der Interferenz in dünnen Schichten verdanken. Beispiele sind der schillernde Ammolit oder die Anlauffarben des Bornits.